# السیء
 السیء  نام روستایی از توابع شهرستان خصب در شبه‌جزیره و استان مسندم در کشور پادشاهی عمان است.
روستایی زیبا وکوهستانی که در ارتفاع ۹۰۰ متری سلسلهٔ کوه حجر واقع شده‌است. این روستا در روی تپه‌ای بلند قرار دارد. 
جغرافیای طبیعی  روستای السیء  بدلیل وجود زنجیره کوه حجر بر فراز «روستای السیء»، این روستا یکی از روستاههای زیبای منطقه مسندم می‌باشد . دارای چشمه‌ها و قناتهای متعددی است وشبهای بسیار زیبا وخنکی دارد، در قسمت شرقی روستا آثار قلعه‌ای وجود دارد که تاریخش به دوران حکم «پرتغالیها» بر می‌گردد.

## جمعیت
جمعیت آن ۶۹ نفر (۸ خانوار) است که از اهل سنت و مالکی مذهب هستند. پیشهٔ مردم روستا ماهی گیری است.